# Giuliana Rancic
Giuliana Rancic, née Giuliana DePandi le 17 août 1974 à Naples (Campanie), est une actrice et journaliste de télévision italo-américaine.

## Biographie
Giuliana Rancic est née en Italie. Jeune, elle a immigré à Bethesda dans le Maryland. Elle a appris l'anglais en regardant des chaînes d'information. Elle a également déclaré qu'à l'école primaire, elle voulait devenir présentatrice. Après le lycée, elle a obtenu un diplôme en journalisme à l'université du Maryland et une maîtrise en journalisme à l'American University de la communication à Washington (district de Columbia).

## Carrière
En plus de ses fonctions de présentatrice et de journaliste, Rancic coprésente des évènements tels que les Golden Globes et les Oscars. Le 3 mars 2006, elle a été rejointe dans l'émission E! News par Ryan Seacrest. Elle est le premier producteur et créateur exécutif de MTV Celebrity Superstar Rap, dont la première saison a débuté en 2007. Elle est apparue dans le film Bring It On: Fight to the Finish. Elle a également présenté l'élection de Miss USA 2011 sur NBC beauté. Elle est également cofondatrice de FabFitFun un site de santé et de mode.

## Vie privée
Le 15 décembre 2006, Bill Rancic et Giuliana annoncent leurs fiançailles et se marient le 1er septembre 2007, une cérémonie à Capri à l'église Sainte-Sophie.
Le 17 octobre, 2011 au cours d'une interview, Giuliana a annoncé qu'elle avait été diagnostiqué avec le cancer du sein au stade précoce, pour lequel elle serait traitée avec une tumorectomie, suivie d'une radiothérapie. Elle a subi une intervention chirurgicale à la mi-octobre 2011 et est retournée au travail. Le 5 décembre 2011, Giuliana a révélé qu'elle avait décidé de subir une double mastectomie,.
En décembre 2011, après plusieurs tentatives pour tomber enceinte, Giuliana a décidé de faire appel à une mère porteuse.
Le 29 août 2012, Giuliana et Bill ont eu leur premier enfant Edward Duke Rancic.

## Filmographie
| Année        | Titre                                                                                     | Rôle          | Notes |
| ------------ | ----------------------------------------------------------------------------------------- | ------------- | --- |
| 2003         | Malibu's Most Wanted                                                                      | Massage girls | En tant que Giuliana DePandi |
| 2005–présent | E! News                                                                                   | elle-même     | Depuis le 13 mars 2006 |
| 2007         | Les Quatre Fantastiques et le Surfer d'argent (Fantastic Four: Rise of the Silver Surfer) | elle-même     | Caméo |
| 2009         | Bring It On: Fight to the Finish                                                          | elle-même     | Caméo |
| 2009         | Are You Smarter Than a 5th Grader?                                                        | elle-même     | A participé pour une œuvre de charité le 13 octobre 2009. Des passages ont été montrés dans le reality show Giuliana and Bill qu'elle présente avec son mari sur Style Network |
| 2010–présent | Giuliana and Bill                                                                         | elle-même     | Reality show avec son mari, Bill Rancic, sur Style Network |
| 2010–présent | Fashion Police                                                                            | elle-même     | Avec Kelly Osbourne, Joan Rivers et George Kotsiopoulos ; depuis le 10 septembre 2010                                                                                          |
| 2011         | After Lately                                                                              | elle-même     | Guest Star dans l'épisode Whose Vagina is it, Anyway?! |
| 2011         | Miss USA 2011                                                                             | elle-même     | Avec Kelly Osbourne, Andy Cohen et Susie Castillo |
| 2011         | Chelsea Lately                                                                            | elle-même     | Guest Star dans la partie interview, avec son mari, Bill Rancic |
| 2012         | E! True Hollywood Story                                                                   | elle-même     | Biographie |
| 2012         | Miss USA 2012                                                                             | elle-même     | Avec Kelly Osbourne, Andy Cohen et Jeannie Mai |

## Ouvrages
- Think Like a Guy: How to Get a Guy by Thinking Like One de Giuliana DePandi-Rancic (2006)  (ISBN 0-312-35437-1)
- I Do, Now What? de Giuliana et Bill Rancic (2010)  (ISBN 0-345-52499-3)